# William Baffin
William Baffin, troligen född 1584 i London, död 23 januari 1622 vid Ormus, var en engelsk sjöfarare.
Han deltog i färder till Grönland och Spetsbergen och erhöll 1615 uppdrag att som sekond åtfölja skeppet Discovery, som under Robert Bylot skulle söka en nordvästlig genomfart till Indien. På resan kartlade han såväl Hudsonsundet som sydöstra delen av Southampton Island och Foxe Channel med för denna tid ovanlig omsorg. Året därpå kartlades under en liknande expedition Smith sund, Lancaster sund och Jones sund, men Baffins karta förkastades och hans uppgifter betvivlades, varför fantastiska föreställningar hystes om dessa trakters geografi, tills John Ross 1818 återupptäckte dem. Baffin ansåg att det var uteslutet att forcera Nordvästpassagen den vägen, men möjligen kunde det finnas en sydligare havsarm från västra sidan av Nordamerika, och han var senare med om två färder till Indiska oceanen, i hopp att få tillfälle att undersöka en sådan sjöväg (vid denna tid hade man ingen uppfattning om Nordamerikas stillahavskust och Berings sund). Under den senare färden blev det skepp, varpå han befann sig, indraget i stridigheterna med holländare och portugiser. Baffin och hans män deltog därmed i belägringen av Hormuz vid Persiska viken, under vilken Baffin stupade.
Baffin var en av de främsta av Englands upptäcktsresande i äldre tid, och en av de första som sökte att till havs bestämma longituden genom astronomiska observationer. Baffinbukten och Baffinön är uppkallade efter honom.